# Conocybe megalospora
Conocybe megalospora är en svampart som först beskrevs av Julius Schäffer, och fick sitt nu gällande namn av Rolf Singer 1951. Conocybe megalospora ingår i släktet Conocybe och familjen Bolbitiaceae.   Inga underarter finns listade i Catalogue of Life.